# Индель (река)
Индель — река в России, протекает по Мурманской области. Устье реки находится в 18 км по правому берегу реки Пана. Длина реки составляет 23 км, площадь водосборного бассейна 869 км².
Вытекает из озера Индель.

## Притоки
- В 7,8 км от устья, по левому берегу реки впадает река Саминга.
- В 12 км от устья, по левому берегу реки впадает река Томинга.

## Данные водного реестра
По данным государственного водного реестра России относится к Баренцево-Беломорскому бассейновому округу, водохозяйственный участок реки — реки бассейна Белого моря от западной границы бассейна реки Иоканга (мыс Святой Нос) до восточной границы бассейна реки Нива, без реки Поной. Речной бассейн реки — бассейны рек Кольского полуострова и Карелии, впадает в Белое море.
Код объекта в государственном водном реестре — 02020000212101000007974.